# Кулапов, Виктор Лаврентьевич
Виктор Лаврентьевич Кулапов — советский и российский учёный-правовед, кандидат юридических наук, профессор кафедры теории государства и права Саратовской государственной юридической академии, специалист по теории государства и права. Заслуженный юрист Российской Федерации.

## Биография
Виктор Лаврентьевич Кулапов закончил Саратовский юридический институт имени Д. И. Курского по специальности «правоведение». С 1974 года на научной и преподавательской работе в этом же институте.
В 1981 году в Саратовском юридическом институте имени Д. И. Курского защитил диссертацию на соискание учёной степени кандидата юридических наук на тему «Рекомендательные нормы советского права» под руководством доктора юридических наук, профессора Михаила Иосифовича Байтина.
С 1995 года по 2016 год — профессор, заведующий кафедрой теории государства и права Саратовской государственной юридической академии.
С 2016 года — профессор кафедры теории государства и права Саратовской государственной юридической академии.

## Научная деятельность
Читает курсы «проблемы теории государства и права», «история и методология юридической науки».
В. Л. Кулапов является автором более 60 научных работ среди которых монографии, учебники и учебные пособия, востребованные не только в родном вузе, но и в иных учебных заведениях соответствующего профиля. Является автором и соавтором учебников по теории государства и права, которые выдержали более десятка переизданий. Имеет публикации в ведущих научных журналах, таких как Советское государство и право, Правоведение, Современное право, Правовая культура и других.

## Некоторые публикации

### Диссертации
- Кулапов В. Л. Рекомендательные нормы советского социалистического права. Дисс… канд. юрид. наук. — Саратов, 1981. — 209 с.

### Монографии, учебные пособия
- Кулапов В. Л. Рекомендательные нормы советского права / под ред. М. И. Байтина. — Саратов: Издательство СГУ, 1987. — 110 с.
- Кондрашов Ю. А., Кулапов В. Л. Фактор времени в юридической деятельности. — Саратов: Издательство СГЮА, 2014. — 164 с.
- Кулапов В. Л., Потапенко Е. Г. Теоретические основы правовой интеграции: монография. — М.: Юрлитинформ, 2011. — 179 с. — ISBN 978-5-93295-909-1.
- Кулапов В. Л. Теория государства и права. Учебник. — М.: КноРус, 2014. — 380 с. — ISBN 978-5-406-02472-0.
- Кулапов В. Л., Малько А. В. Теория государства и права. Учебник. — М.: Норма, 2022. — 384 с. — ISBN 978-5-91768-192-4.

### Статьи
- Кулапов В. Л. К вопросу о юридической природе рекомендательных норм // Актуальные вопросы советской юридической науки. Ч. 1 : сборник научных трудов. — Саратов: Издательство СГУ, 1978. — С. 29—34.
- Кулапов В. Л., Матузов Н. И., Сенякин И. Н. Баранов В. М. Истинность норм советского права. — Саратов: Изд-во Сарат. ун-та, 1989. — 400 с. (Рецензия) // Советское государство и право : научный журнал. — 1990. — № 5. — С. 146—148.
- Кулапов В. Л. К вопросу о существовании права // Правоведение : научный журнал. — 1998. — № 1. — С. 25.
- Кулапов В. Л., Сардаева О. Г. Искажения в праве как препятствие эффективного осуществления правоприменительной деятельности // Современное право : научный журнал. — 2013. — № 10. — С. 42—45.
- Кулапов В. Л., Репьёва П. В. Культура согласования общественных интересов // Правовая культура : научный журнал. — 2014. — № 1 (16). — С. 30—33. — ISSN 1992-5867.
- Кулапов В. Л. Образование права // Вестник СГЮА : научный журнал. — 2021. — № 3 (140). — С. 15—21. — ISSN 2227-7315.

## Награды
- Заслуженный юрист Российской Федерации (2005)[4]
- Почётный работник высшего профессионального образования Российской Федерации

## Семья
- Брат — Кулапов Сергей Лаврентьевич — юрист, полковник юстиции в отставке, заместитель руководителя Следственного управления Следственного комитета России по Саратовской области (2007—2016)[5].
- Сын — Кулапов Виталий Викторович — юрист, кандидат юридических наук, доцент, адвокат, специалист по международному праву[6].

### Биография
- Хачатуров Р. Л. Кулапов Виктор Лаврентьевич // Юридическая энциклопедия / под ред. В. А. Якушина. — Тольятти: Изд-во Волжского ун-та им. В. Н. Татищева, 2004. — Т. 3, З — Л. — 433 с. — ISBN 5-94510-037-4.
- Макаров Н. А., Теслин В. С. Кулапов Виктор Лаврентьевич // Преподаватели Саратовской государственной юридической академии — заслуженные юристы Российской Федерации: биографический словарь / под ред. С. Б. Суровова. — Саратов: Издательство СГЮА, 2012. — С. 60—68. — 114 с. — ISBN 978-5-7924-1019-0.
- Иван Пырков. Учебник профессора стал открытием года // Глас народа : газета. — 2015. — № 21 (188). — С. 7.

### Критика
- Бабаев В. К., Баранов В. М. Государственные рекомендации: юридическая природа, значение, эффективность. (Кулапов В. Л. Рекомендательные нормы советского права. — Саратов: Изд-во Сарат. ун-та, 1987. — 112 с.) (Рецензия) // Организационно-правовые меры борьбы с нетрудовыми доходами : Сборник научных трудов. — 1988. — № 10. — С. 173—179.
- Даниленко И. Н. Кулапов В. Л., Потапенко Е. Г. «Теоретические основы правовой интеграции» М.: 2011. — 184 с. // Реферативный журнал : научный журнал. — 2012. — № 16. — С. 147—149.